# Protorthodes mulina
Protorthodes mulina är en fjärilsart som beskrevs av William Schaus 1894. Protorthodes mulina ingår i släktet Protorthodes och familjen nattflyn. Inga underarter finns listade i Catalogue of Life.